# Sandro Reyes
Sandro Reyes (Makati, Filipinas; 29 de marzo de 2003) es un futbolista de Filipinas que juega en la posición de mediapunta con el FC Gütersloh 2000 de la Regionalliga West de Alemania.

## Carrera

### Club
| Periodo   | Club                    |
| --------- | ----------------------- |
| 2021–2022 | ADT                     |
| 2022–2023 | Kaya FC–Iloilo          |
| 2023–2024 | SpVgg Greuther Fürth II |
| 2024–2025 | FC Gütersloh 2000       |

### Selección nacional
Ha estado en el proceso de selecciones nacionales desde la categoría sub-15, donde registró 23 partidos y anotó tres goles, además de participar en los Juegos del Sudeste Asiático de 2021. Reyes fue convocado para jugar con Filipinas para el Campeonato de la AFF 2020. Jugó su primer partido internacional en la victoria por 3-2 sobre Birmania el 18 de diciembre de 2021 entrando de cambio por Oskari Kekkonen en el minuto 72.
Reyes anotó su primer gol internacional el 23 de diciembre de 2022 en la victoria por 5-1 sobre Brunéi en el Rizal Memorial Stadium por el Campeonato de la AFF 2022. En el Campeonato de la ASEAN 2024 anotó dos goles en la edición donde Filipinas alcanzó las semifinales.
El 25 de marzo de 2025 anotó en la victoria por 4-1 sobre Maldivas en Capas por la Clasificación para la Copa Asiática 2027.

## Vida personal
Reyes es descendiente de unas de las dinastías políticas de Filipinas; su padre Edmundo Reyes Jr., fue miembro de la Cámara de Representantes del distrito de Marinduque de 1998 a 2007 y fue director ejecutivo del Toll Regulatory Board. Su abuela paterna Carmencita Reyes también fue congresista en Marinduque de 1978 a 1998 y de 2007 hasta su elección como gobernadora de Marinduque en 2010, cargo que ocupó hasta su muerte en 2019. Su tía Regina Reyes Mandanas también fue congresista e Marinduque de 2013 a 2016 y fue la esposa del Gobernador de Batangas de 1995 a 2004 y de 2016 hasta su muerte en 2022.

## Logros

### Individual
- Equipo Ideal del AFF U-23 Championship: 2022
- Equipo Ideal del ASEAN Championship: 2024[14]
- ASEAN All-Stars: 2025[15]